# WinJS
Windows Library for JavaScript（缩写WinJS）是微软开发的一个开放源代码JavaScript函式庫。设计目的是为简化使用HTML5和JavaScript完成适用于Windows 8、Windows 10的Windows商店应用、适用于Windows Phone 8.1、Windows 10 行動裝置版的Windows Phone应用，以及Xbox One应用程序的开发，作为使用XAML及C#、VB.NET或C++（CX）的替代方法。
WinJS始于专用于通用Windows平台应用的一种技术，但现已发展为旨在能于任何网页浏览器中使用。
2014年4月的Microsoft Build开发者会议上宣布，WinJS以Apache许可证发布为自由及开放源代码软件，并打算移植到微软以外的平台。一个用于展示该库的网站也已发布。其未来的发展重点是维护项目中目前已有内容。没有新功能或功能请求的计划，即没有新功能的发布计划。

## 概述
WinJS为使用HTML5和JavaScript开发通用Windows平台应用提供帮助。该库以符合一种JavaScript编码惯例的基础上，由揭示Windows Runtime的模块和函数组成。WinJS使在HTML中添加Windows UI控件成为可能。这也伴有数据绑定和一个樣板處理器。
其他JavaScript框架（如jQuery）可以与WinJS相伴工作。该库附有额外的声明文件，为使用TypeScript的开发者提供丰富的体验。TypeScript支持代码完成和重构，并保有与JavaScript的兼容性。

## 特色
- UI控件具有对触摸、鼠标和键盘的基本支持。
- 脚手架 (编程)（英语：Scaffold (programming)）。

## 版本历史

### WinJS 1.0
WinJS的首个版本。它随Windows 8发布。

### WinJS 2.0
WinJS已按大众需求在GitHub上以Apache许可证发布为开源软件。该项目旨在跨平台和浏览器兼容。WinJS 2.0发布下列版本：
- WinJS 2.0 for Windows 8.1
- WinJS Xbox 1.0 for Windows
- WinJS Phone 2.1 for Windows Phone 8.1

### WinJS 3.0
WinJS 3.0于2014年9月发布，值得注意的事情有：
- 跨浏览器/跨平台支持，包括最流行的桌面和移动浏览器，以及基于HTML的应用程序环境（如Apache Cordova）
- JavaScript模块化，使开发人员有助优化他们的网站或应用程序的性能和仅加载所需的WinJS库模块
- 改进的通用控制设计

### WinJS 4.0
WinJS 4.0的预览版于2015年3月27日宣布，并于6月8日公布正式版本。